# Heliophorus delacouri
Heliophorus delacouri är en fjärilsart som beskrevs av John Nevill Eliot 1963. Heliophorus delacouri ingår i släktet Heliophorus och familjen juvelvingar. Inga underarter finns listade i Catalogue of Life.